# Pávlos Kountouriótis
Pávlos Kountouriótis (en griego: Παύλος Κουντουριώτης) (Hidra, 9 de abril de 1855- Falero, 22 de agosto de 1935) fue un almirante y político griego que sirvió en el Ejército real de Grecia durante la Guerra de los Balcanes, ejerció como regente de Grecia tras la abdicación de Jorge II y como presidente de Segunda República helénica en dos ocasiones entre 1924 y 1929. 

## Biografía
Pertenecía a la familia Koundouriotis de la isla de Hidra. Su abuelo, Georgios Koundouriotis, había sido un héroe de la guerra de independencia griega y primer ministro del rey Otón I. Su padre, Theodoros Kountouriotis, era cónsul y miembro del Consejo de los Helenos.
Ingresó en la marina en 1875, siguiendo la tradición familiar. Fue un héroe de las guerras de los Balcanes. Mandó las fuerzas navales que tomaron las islas del mar Egeo a los turcos. Sus actos de coraje lo transformaron en un héroe nacional.
En diciembre de 1923 el rey Jorge II fue exiliado, siendo nombrado Kountouriótis regente provisional de Grecia por los siguientes 3 meses, cuando sería proclamada la república, pasando entonces a ser el presidente de la república. 
Fue dos veces presidente de Grecia, entre 1924 y 1926 por el primer mandato y entre 1926 y 1929 por el segundo mandato. Fue obligado a retirarse de la vida política en 1929 por problemas de salud. 
Murió en 1935.